# Xã Spring, Quận Butler, Kansas
Xã Spring (tiếng Anh: Spring Township) là một xã thuộc quận Butler, tiểu bang Kansas, Hoa Kỳ. Năm 2010, dân số của xã này là 1.487 người.